# 阿城区
阿城区是中国黑龙江省哈尔滨市下辖的一个市辖区，是一座以工业为主的卫星城。历史上曾是女真族的兴起地和金朝的早期都城，史称“上京会宁府”。位于中国黑龙江省南部，滨绥铁路线上。阿城区建成区面积为21.20平方公里。阿城于1994年被文化部命名为“中国版画之乡”。區人民政府駐上京大道66號。

## 地名由来
清朝雍正年间筑阿勒楚喀城（穆麟德轉寫：alcuka hoton，大词典轉寫：alchuka hoton）；光绪三十四年（1908年）设县，简称为阿城。阿城源于河名，阿城位于阿勒楚喀河西，阿勒楚喀河又称“阿什河” ，是女真语“金子”之意，金朝的国号可能因此而来。

## 行政区划
阿城区下辖15个街道办事处、4个镇：
金城街道、金都街道、通城街道、河东街道、阿什河街道、玉泉街道、新利街道、双丰街道、舍利街道、小岭街道、亚沟街道、交界街道、蜚克图街道、杨树街道、料甸街道、平山镇、松峰山镇、红星镇、金龙山镇和阿城农场。
经黑龙江省人民政府批准，撤销哈尔滨市阿城区所辖的舍利乡、新华镇、双丰镇、玉泉镇，实行街道办事处管理体制。
红星乡变红星镇。2010年10月，黑龙江省人民政府决定撤销大岭乡，设立金龙山镇。
根据哈尔滨市2011至2020年城市建设规划，蜚克图镇、红星镇及料甸满族镇被纳入城区，意味着此两镇一乡即将变成街道办事处管理体制。

## 人口
根據第七次人口普查數據，截至2020年11月1日零時，阿城區常住人口為500327人。

## 地理
阿什河（原名阿勒楚喀河）从市境中部流淌而过，西部属于张广才岭的西麓山地，东部则地处松嫩平原的东南角。全市年平均气温3℃，降水量518毫米。

## 历史

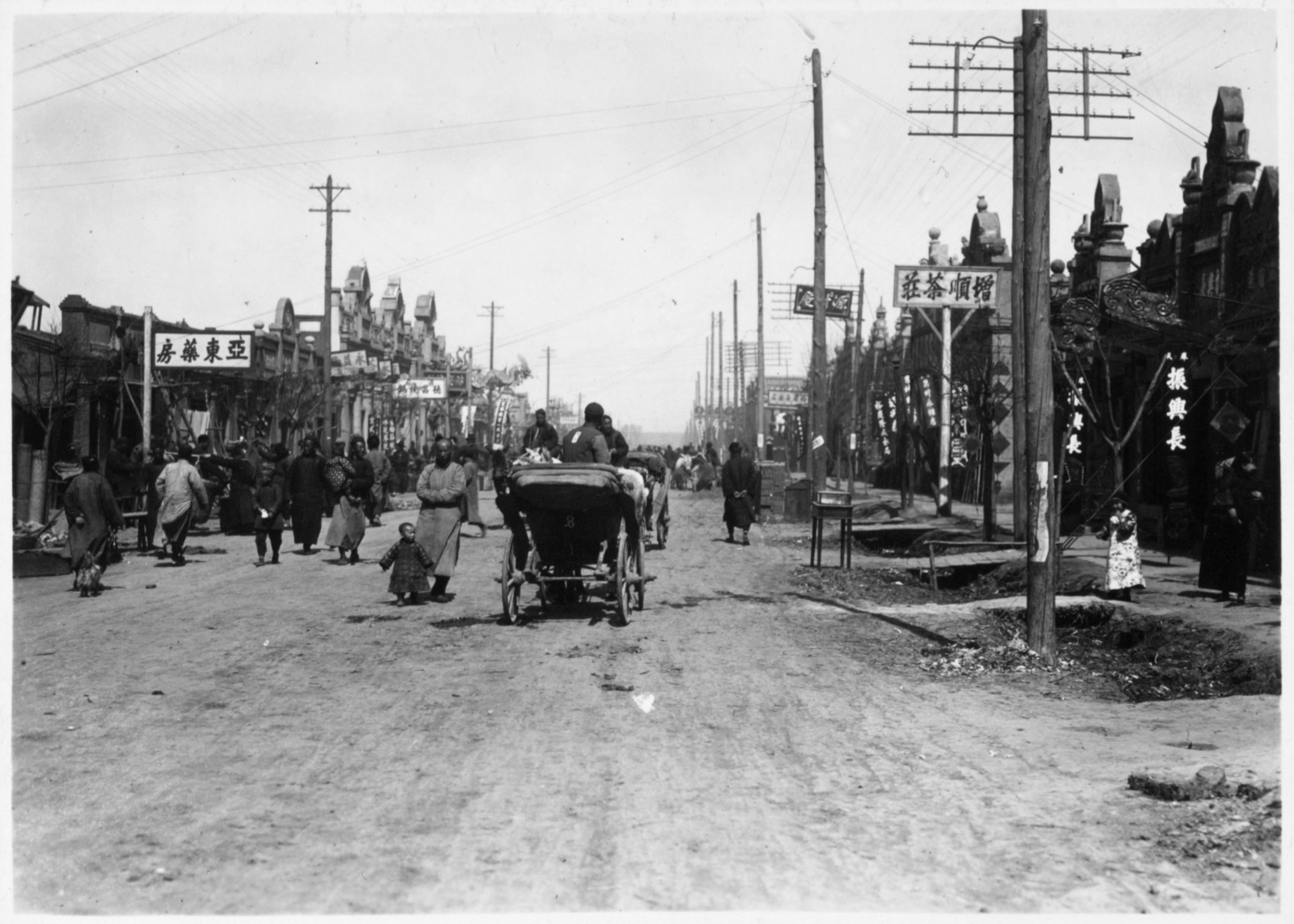
满洲国时期的阿城

阿城唐时属渤海国领土，后来成为女真族的居住地。1115年，完颜阿骨打在这里称帝定都，建立了金朝。至1153年迁往中都燕京（今北京）时，共经历四代皇帝，凡38年。最初称会宁，后加号上京，因此史称“金上京会宁府”。目前古都城的城垣和皇城遗址都保存得较为完好。境内还有亚沟石刻、完颜阿骨打陵址等金代早期遗迹。
元、明时期，这里依然是女真族（满族）人的聚居地。清雍正年间，阿勒楚喀副都統筑阿勒楚喀城。宣统年间，设阿城县，为阿勒楚喀城的简称。1987年撤县设市，称为阿城市，全市人口中约15%为满族人。距离哈尔滨市中心区约23千米。2006年8月15日，阿城市改为哈尔滨市阿城区。

## 交通
- 301国道过境。
- 哈牡客运专线：阿城北站

## 经济
阿城的工业非常发达，它的机械、钢铁、纺织、食品、建材和电力工业均在黑龙江省占有举足轻重的地位。其中阿城继电器公司更是亚洲最大的继电保护设备制造企业之一。
农业以粮食生产为主，主产玉米、大豆、水稻、大蒜等。

## 民族
曾经属于满族文化圈，现在以汉民为主，有朝鲜、满、鄂温克、鄂伦春、锡伯、蒙古、达斡尔、回、白、侗、苗、彝、等12个少数民族。

## 物产
矿产资源丰富，有铁、铜、钨、钼、铅、锌、大理岩、萤石及建筑石材等。土特产有紫皮大蒜、黑豆果。

## 文化和旅游
阿城被评为黑龙江省历史文化名城。
名胜古迹有松峰山、红星水库、玉泉狩猎场等。境内有哈尔滨市阿城区金上京历史博物馆。
- 全国重点文物保护单位：金上京会宁府遗址 亚沟石刻